# ستنیل د لاس بودگاس
سِتنیل دِ لاس بودگاس(به اسپانیایی: Setenil de las Bodegas) شهری است کوچک با معماری شگفت‌انگیز در استان کادیز اسپانیا. این شهر در زیر تخته سنگ بزرگی که به حالت معلق در هوا می‌باشد ساخته شده است.
براساس سرشماری سال ۲۰۰۵ جمعیت ساکن این شهر ۳٬۰۱۶ هستند. این شهر در نقطه مقابل یا متقاطر آوکلند، نیوزیلند قرار دارد.

## نگارخانه

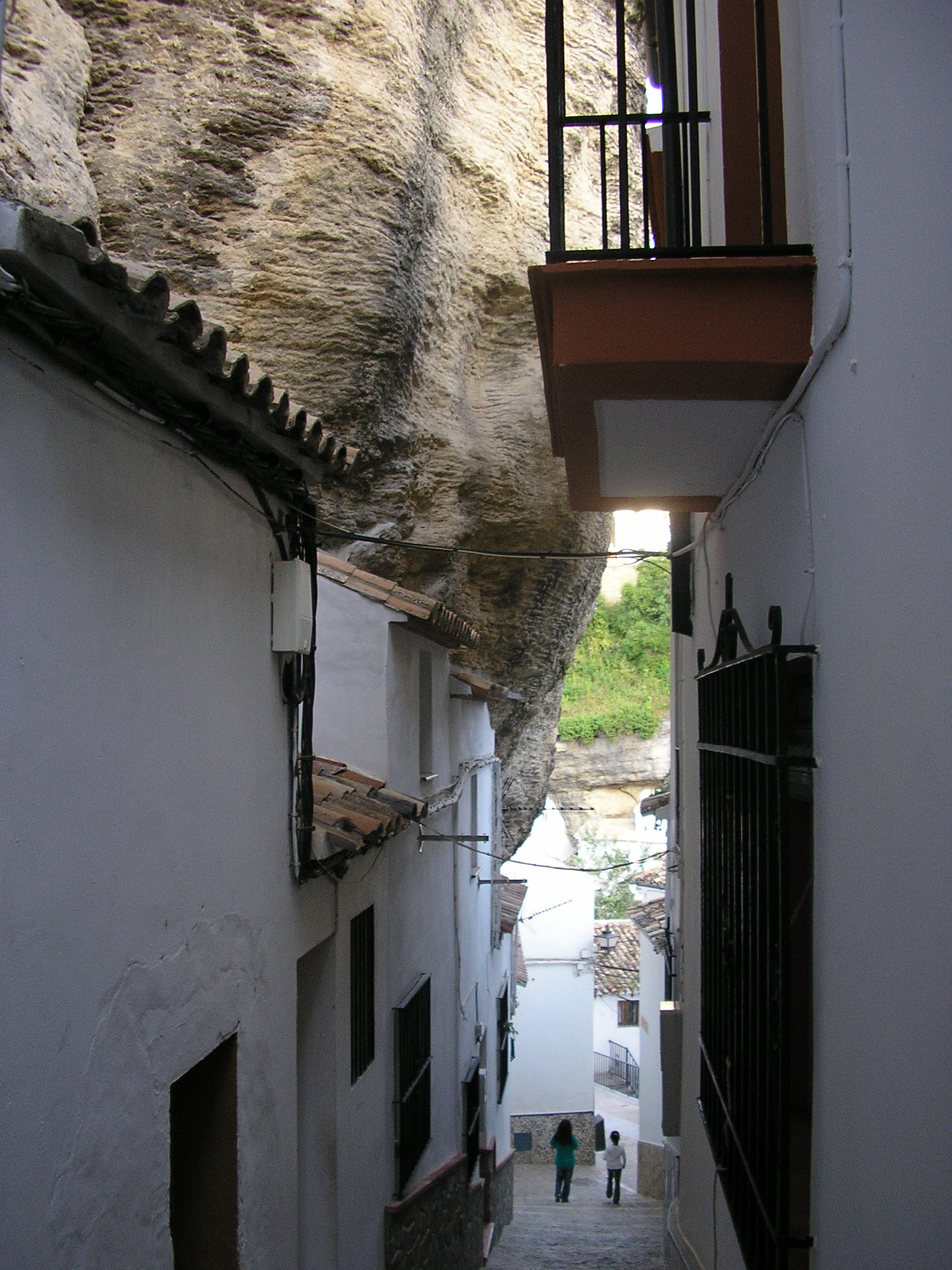
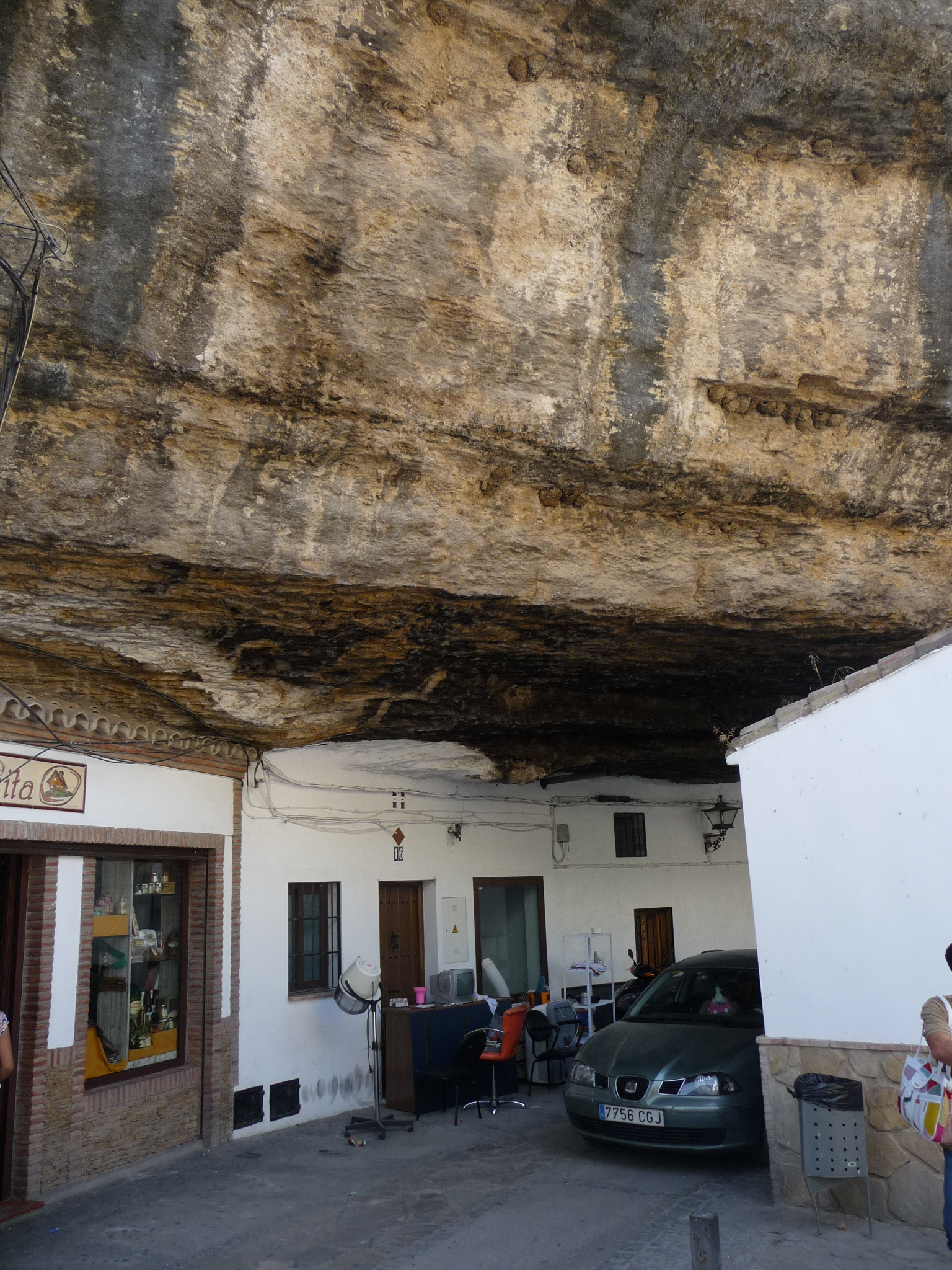
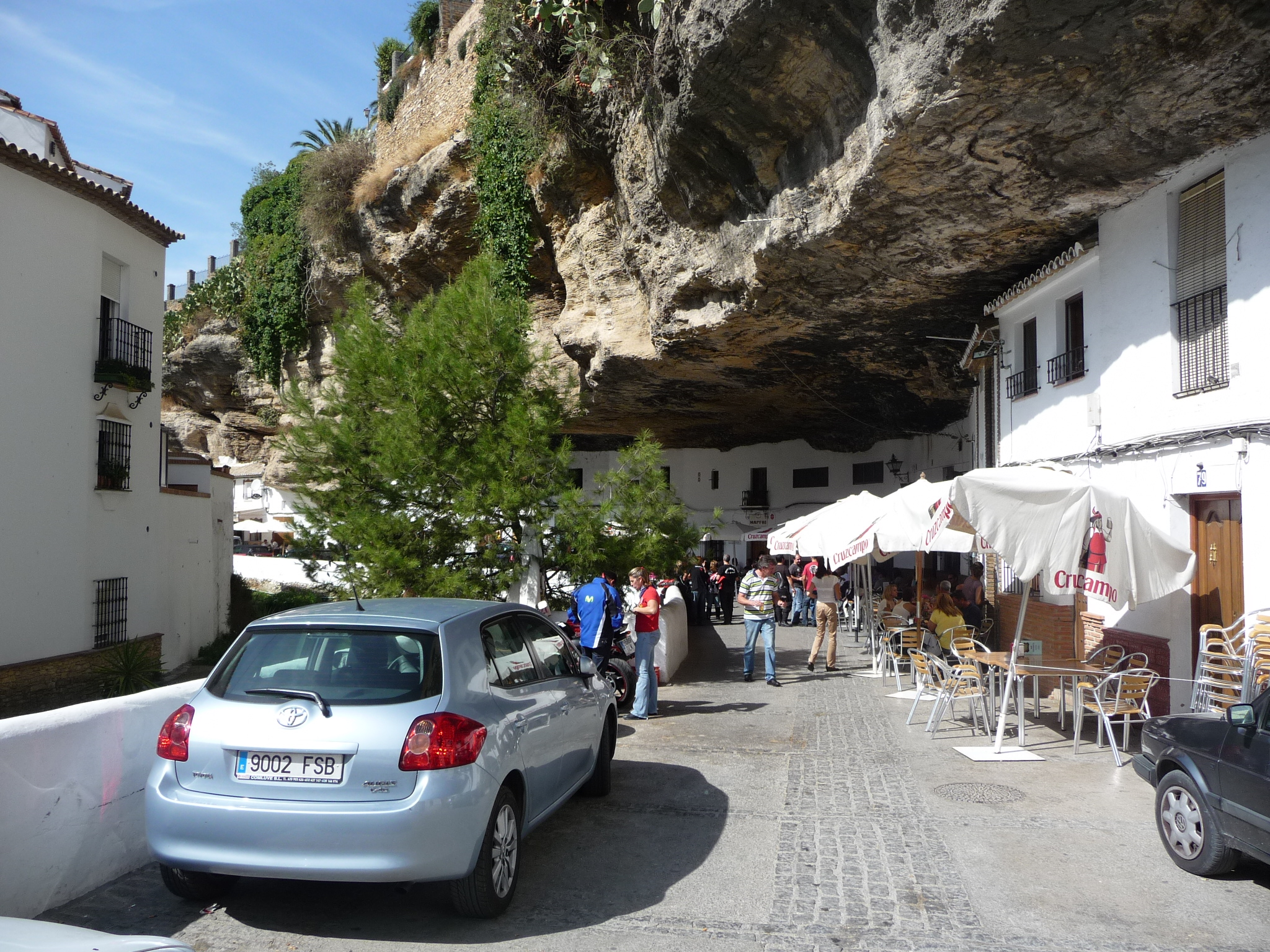
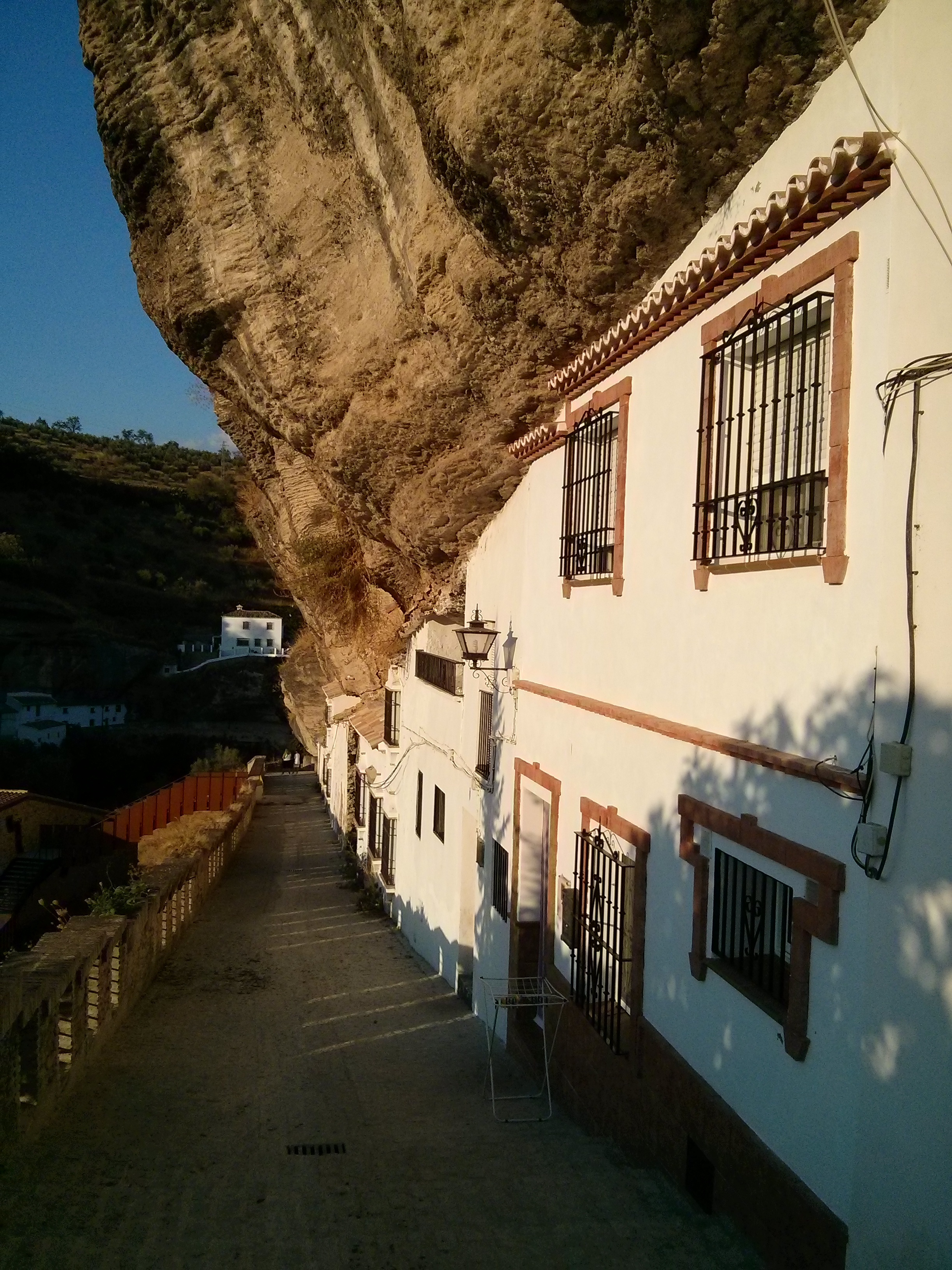
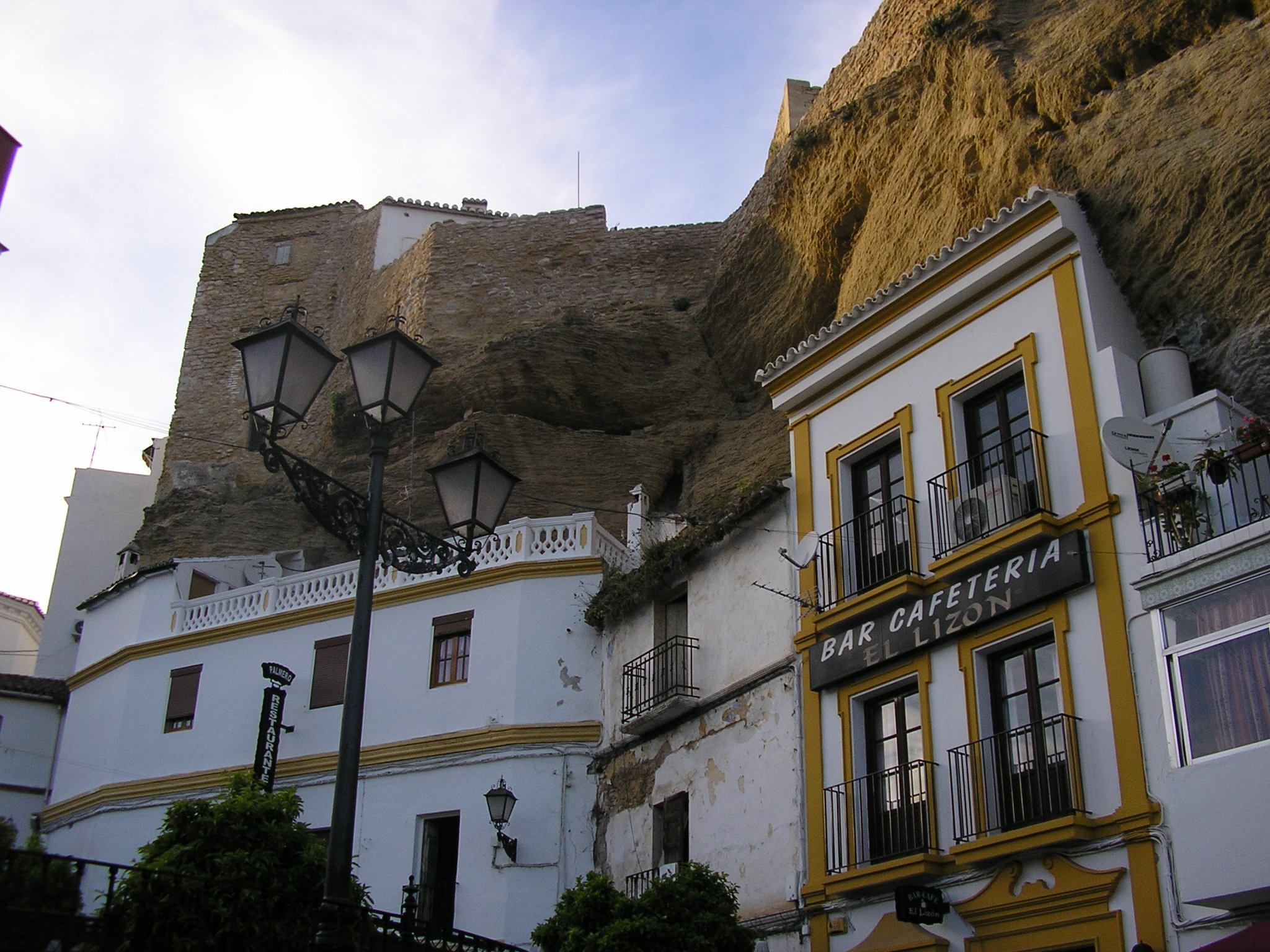
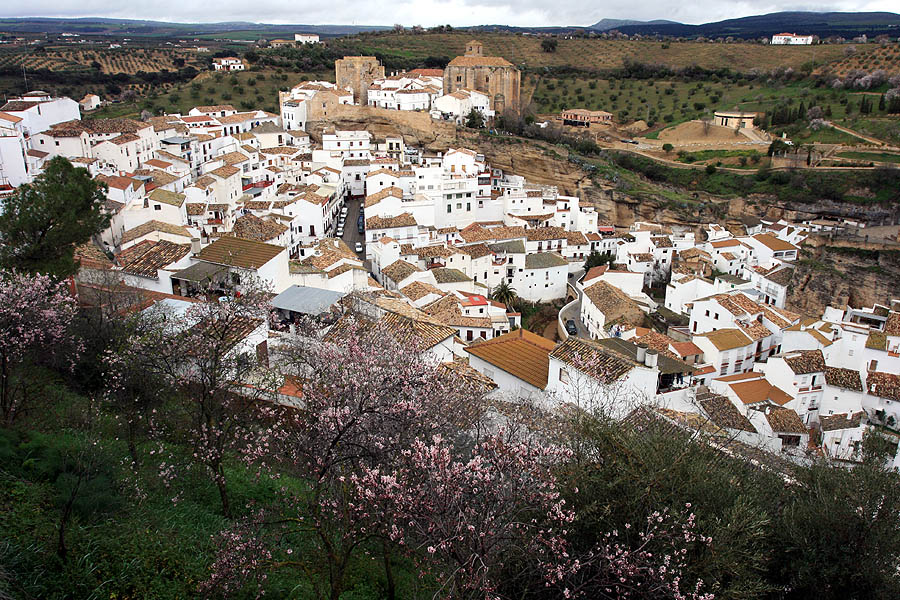